# پرینتسهایم
پرینتسهایم (به فرانسوی: Printzheim) یک کمون در فرانسه با جمعیت ۲۱۵ نفر است که در Canton of Saverne واقع شده‌است.